# Coffeeville (Misisipi)
Coffeeville es un pueblo del Condado de Yalobusha, Misisipi, Estados Unidos. Según el censo de 2000 tenía una población de 930 habitantes.

## Demografía
Según el censo de 2000, había 930 personas, 401 hogares y 261 familias residiendo en la localidad. La densidad de población era de 163,2 hab./km². Había 464 viviendas con una densidad media de 81,4 viviendas/km². El 44,84% de los habitantes eran blancos, el 54,52% afroamericanos, el 0,32% amerindios y el 0,32% pertenecía a dos o más razas. El 1,83% de la población eran hispanos o latinos de cualquier raza.
Según el censo, de los 401 hogares en el 25,7% había menores de 18 años, el 38,4% pertenecía a parejas casadas, el 21,9% tenía a una mujer como cabeza de familia, y el 34,9% no eran familias. El 32,4% de los hogares estaba compuesto por un único individuo, y el 20,0% pertenecía a alguien mayor de 65 años viviendo solo. El tamaño promedio de los hogares era de 2,32 personas, y el de las familias de 2,93.
La población estaba distribuida en un 24,8% de habitantes menores de 18 años, un 8,2% entre 18 y 24 años, un 23,3% de 25 a 44, un 24,3% de 45 a 64, y un 19,4% de 65 años o mayores. La media de edad era 39 años. Por cada 100 mujeres había 74,5 hombres. Por cada 100 mujeres de 18 años o más, había 68,8 hombres.
Los ingresos medios por hogar en la localidad eran de 24.712 dólares ($), y los ingresos medios por familia eran 31.000 $. Los hombres tenían unos ingresos medios de 25.592 $ frente a los 20.294 $ para las mujeres. La renta per cápita para la ciudad era de 13.758 $. El 28,5% de la población y el 23,1% de las familias estaban por debajo del umbral de pobreza. El 44,3% de los menores de 18 años y el 14,5% de los habitantes de 65 años o más vivían por debajo del umbral de pobreza.

## Geografía
Según la Oficina del Censo de los Estados Unidos, la localidad tiene un área total de 5,7 km², todos ellos correspondientes a tierra firme.